# Elettroluminescenza
L'elettroluminescenza è un particolare tipo di luminescenza che caratterizza alcuni materiali in grado di emettere luce sotto l'azione di un campo elettrico, ovvero quando attraversati da una corrente elettrica. L'elettroluminescenza è differente dall'emissione di luce dovuta ad una sollecitazione termica (incandescenza) o all'azione di agenti chimici (chemiluminescenza).

## Descrizione
L'elettroluminescenza è il risultato della ricombinazione di elettroni e lacune in un dato materiale, normalmente un semiconduttore. Gli elettroni eccitati rilasciano l'energia sotto forma di fotoni, e quindi di luce. Prima della ricombinazione,  gli elettroni e le lacune sono separati in due distinte zone che formano una giunzione p-n. Ciò può avvenire grazie al drogaggio del materiale, come nel funzionamento dei LED, oppure grazie all'eccitazione dovuta all'impatto di elettroni ad alta energia accelerati da un forte campo elettrico, come accade ai fosfòri nei display elettroluminescenti.

### Esempi di materiali elettroluminescenti
- Zinco solfuro drogato con rame o argento
- Film di zinco solfuro drogato con manganese
- semiconduttori III-V come InP, GaAs, e GaN.
- Diamante blu naturale (diamante con boro come drogante)
- Semiconduttori organici